# 西尾優希
西尾 優希（にしお ゆき、1996年2月26日 - ）は、札幌テレビ放送のアナウンサー。
2018年入社。同期入社に久保朱莉 。立教女学院時代は生徒会長を務め、合唱に取り組んだ。大学時代はアイスホッケー部のマネージャーを務めていた。

## 出演番組

### テレビ
- どさんこワイド朝（2018年10月 - 2022年9月30日、2025年1月6日 - ）
- 1×8いこうよ!（2019年3月3日 - ナレーション・進行役、不定期）
- STVニュース（不定期）
- 道産人間オズブラウン（2024年4月7日 - ナレーション）

### ラジオ
- STVニュース（不定期）
- 大楽勝美のクラシックも聴いてみよう!（2019年4月 - ）

## 過去の出演番組

### テレビ
- 洋二の部屋 '18-19（年末特別番組）
- 金曜ロードSHOW!特別エンターテインメント全国好きな嫌いなアナウンサー大賞（日本テレビ、2019年5月10日）
- ジョシスタ～あいく的（ナレーション）
- ブギウギ専務（お試し社員、2021年5月2日 - 5月16日）
- ハレバレティモンディ（2021年4月3日 - 2024年3月28日 ナレーション）
- 北国トラベラーズ（2022年12月30日）
- ハッピーおとどけ隊（2019年 - 不定期キャスター）
- どさんこワイド179（2022年10月3日 - 2024年12月）

### ラジオ
- オハヨー!ほっかいどう（月 - 水のみ、久保朱莉と隔週出演／2018年10月 - 2019年3月）
- 工藤じゅんきの十人十色（2019年1月17日 - 18日・23日 - 24日／内山アナの代演）
- ごきげんようじ（2019年9月14日 11:00 - 13:55のみ、2023年11月18日、2023年12月23日、2024年2月10日／熊谷アナの代演）
- まるごと!エンタメ〜ション
  - ようじのぢかん 5月第4週ゲスト（2022年5月23日 - 27日）
  - ようじのぢかん 7月第5週（2023年7月31日 - 8月4日）
- アタックヤング60（2022年6月マンスリーパーソナリティ）